# Тохтуев, Василий Николаевич
Василий Николаевич Тохтуев (22 марта 1864, Осинский уезд — 6 февраля 1947) — крестьянин, депутат Государственной думы I созыва от Пермской губернии.

## Биография
Крестьянин Бымовской волости Осинского уезда Пермской губернии. Отец — бывший горнозаводской мастеровой Бымовского завода, кузнец Николай Осипович Тохтуев. Мать — Мария Фёдоровна, женщина благочестивая, начитанная, воспитавшая Василия в строго религиозном духе и привившая ему любовь к чтению духовных книг. Грамоте был обучен местным псаломщиком, затем окончил народную школу. Молодёжным вечеринкам предпочитал беседы со своим благочестивым другом Василием Коноплевым. Хлебопашец. Служил волостным учётчиком, сборщиком податей, сельским старостой, являлся церковным старостой. В течение 11 лет состоял волостным старшиной, уездным земским гласным, являлся доверенным от волости и членом от земства комиссии по пересмотру Положения о крестьянах. В 1896 году был на Нижегородской выставке в качестве делегата от волости для знакомства с сельскохозяйственной промышленностью. Во время выборов внепартийный, политическая позиция определялась как «умеренный прогрессист».
15 апреля 1906 года избран в Государственную думу I созыва от общего состава выборщиков Пермского губернского избирательного собрания. Беспартийный, поставил свою подпись под заявлением Правого крыла Думы об отсрочке рассмотрения ответного адреса и об осуждении революционных убийств. Трудовики в своём издании «Работы Первой Государственной Думы» характеризуют политическую позицию Василия Тохтуева как «Б. пр.», что означает, что беспартийный Тохтуев поселился на казённой квартире Ерогина, нанятой на государственные деньги для малоимущих депутатов специально для их обработки в проправительственном духе, и оставался там до конца работы Думы.
С октября 1906 по 1917 год избран гласным Осинского уездного земского собрания и членом уездной земской управы. С конца 1909 года член уездной землеустроительной комиссии. Вошёл в состав Югокнауфского сельского попечительства о детском приюте. В Осинской уездной управе ведал строительством народных школ, библиотек и больниц. Десятки новых школ, в том числе и большая деревянная школа в Бымовском заводе были построены под руководством В. Н. Тохтуева.
После Октябрьской революции многократно подвергался угрозам ареста и арестам. В 1918 году несколько месяцев скрывался в лесу и дома в подвале в особо устроенном месте. Во время гражданской войны при отступлении колчаковцев сделал попытку уйти с белыми в глубь Сибири, но вернулся, испугавшись трудностей пути.
В 1931 году Василия Николаевича лишили избирательных прав как бывшего члена Государственной Думы, и двое его сыновей, один из которых протодиакон Николай, как дети лишенца, были отправлены в тыловое ополчение, условия жизни в котором мало чем отличались от лагерных. Николай Тохтуев был отправлен в Севжелдорлаг, где скончался в заключении 17 мая 1943 года предположительно в окрестностях посёлка Кожва.
Детали дальнейшей судьбы В. Н. Тохтуева неизвестны.
Скончался 6 февраля 1947, похоронен на Бымовском сельском кладбище.

## Семья

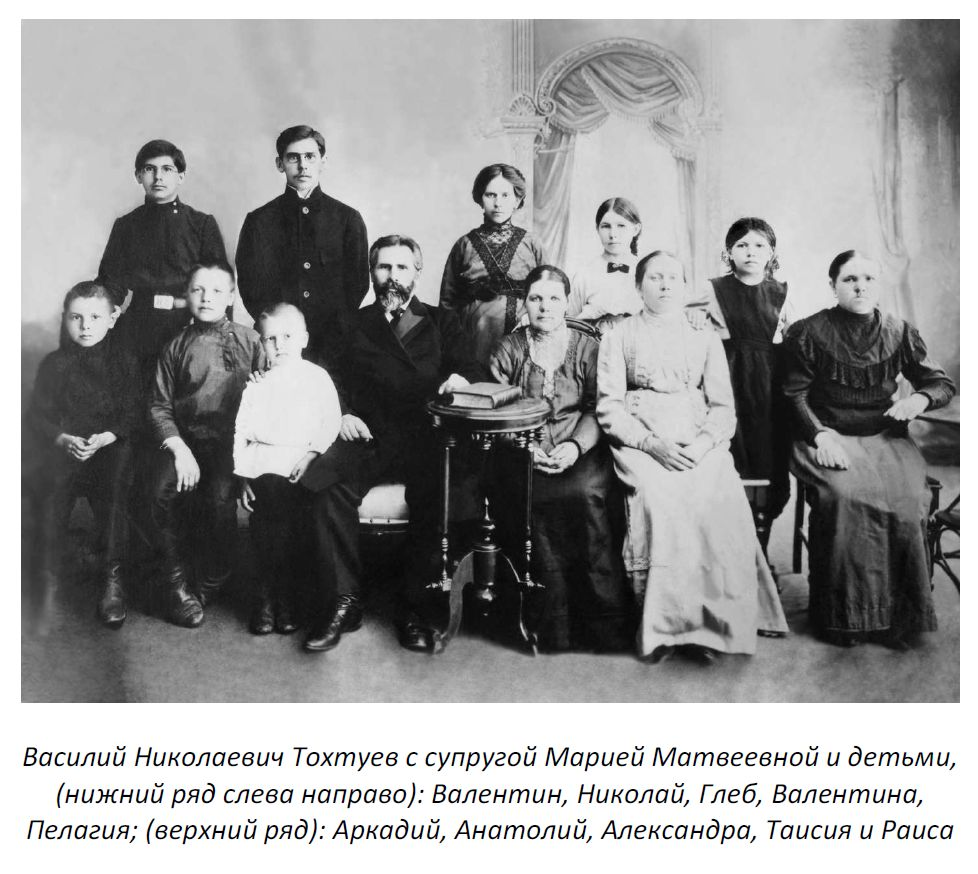
Семья В. Н. Тохтуева, около 1911 года

- Отец — Никола Иосифович[7] (1833—2 июня 1898)[8].
- Мать — Мария Фёдоровна[7], урождённая Чикина[a] (1833—?)
- Сестра — Агрипина (11 июня 1855[10]—?), по мужу Фурина[11]
- Сестра — Мариамия (17 февраля 1857[7]—?)
- Брат — Гавриил (23 марта 1858[12]—?)
- Брат — Александр (19 августа 1861[13]—?)
- Первая жена — Анна Аркадьевна (1867—13 мая 1898[8]) в девичестве ?, в этом браке четверо детей[3], скончалась в результате тяжёлых родов[8].
  - Дочь — Валентина[3].
  - Дочь — Пелагия[3] (1887—?), по мужу Пчелинцова[14]
  - Сын — Анатолий[3].
  - Дочь — Александра[3] (1898—?).
- Вторая жена (c 13.11.1898[15]) — Мария Матвеевна, урождённая Цветова (7 июня 1869—17 марта 1932[1]), дочь священника, в браке шестеро детей[3]
  - Сын — Аркадий (25 декабря 1899[16]—?), кандидат сельскохозяйственных наук, более 25 лет работал в Сибирском институте зернового хозяйства[3][17].
  - Дочь — Таисия[3] (7 октября 1901[18]—1973), по мужу Винокурова[1].
  - Сын — Николай (9 мая 1903—17 мая 1943), протодиакон, скончался в заключении, куда попал отказавшись сотрудничать с НКВД, реабилитирован в 1957 году, в 2005 году причислен к лику святых новомучеников Российских Священным Синодом РПЦ[3][17].
  - Дочь — Раиса[3].
  - Сын — Валентин[3].
  - Сын — Глеб (11 июля 1910—?)[19] доктор геолого-минералогических наук, профессор[3][17], преподавал в Криворожском Научно-исследовательском горнорудном институте[20].

## Комментарии
1. ↑  Девичья фамилия Марии Федоровны — Чикина — определена по фамилиям восприемниц её дочерей Агрипины и Мариамии. В восприемниках были сёстры Марии Фёдоровны — мастерская дочь Мариамия Феодорова Чикина и мастерская жена Матрона Фёдорова Веретенникова (жена Пахомия Васильевича, урождённая Чикина). Сохранился до сих пор (ноябрь 2020 года) в с. Бым фамильный дом Тохтуевых[9].